# 己錬館
己錬館（これんかん）とは、中野哲爾が設立した躰道道場。2003年1月に千葉県船橋市を活動の拠点として設立。中野哲爾を始めとした強豪選手が集う、日本有数の躰道道場。全日本躰道選手権大会の千葉県代表として多くの選手を派遣している。
一般にも門戸を開いて、入門者にも躰道の指導を行っている。

## 主な所属選手
- 中野哲爾
- 市原清一郎
- 市原智

## かつて所属した選手
- 宮下宏紀
- 大橋正芳